# Hesbaye

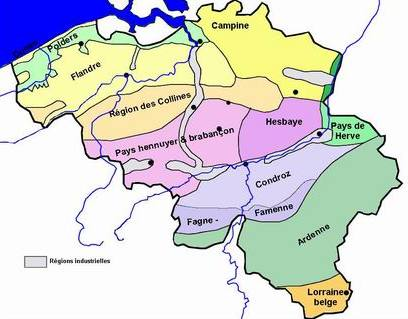
Regiones naturales de Bélgica
Hesbaye

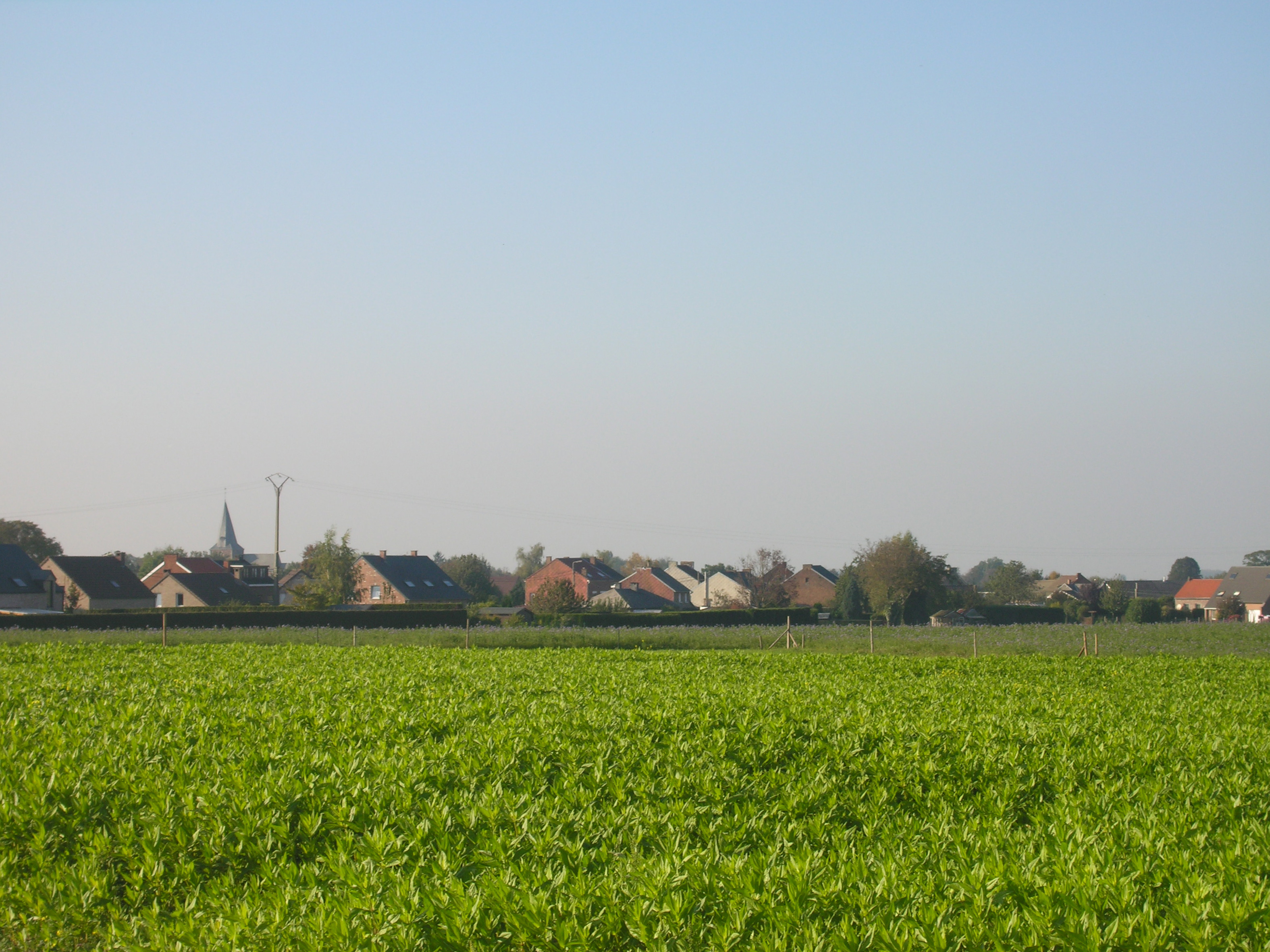
Momalle, Hesbaye seca, campo de remolacha

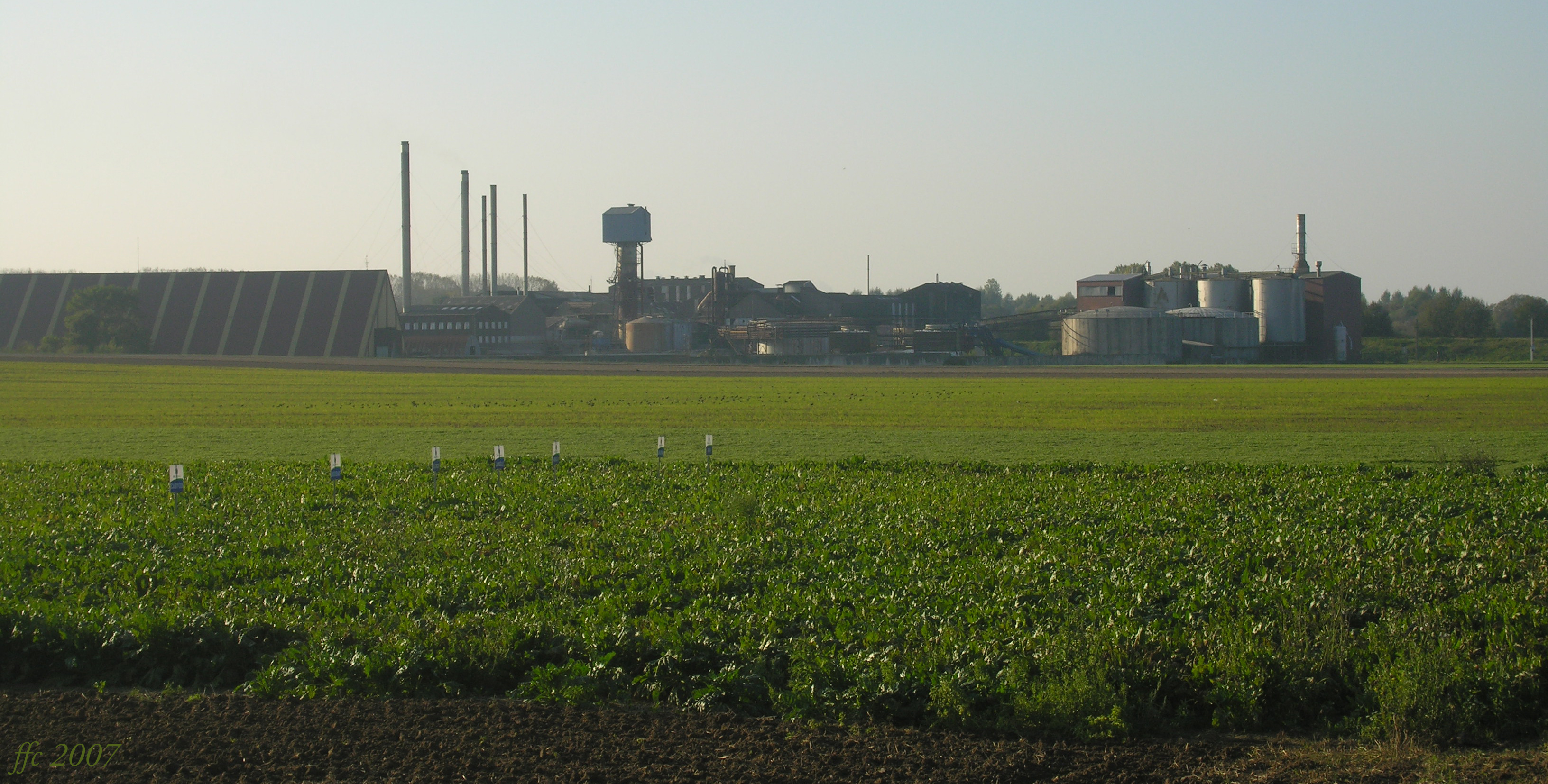
Campo de ensayo de remolacha y antigua fábrica de azúcar en Hollogne-sur-Geer

Hesbaye (latinizado Hesbania en la Edad Media, Haspengouw en neerlandés, Hespengau en alemán) es una región natural de Bélgica que se corresponde con un antiguo condado y que comprendía partes de las actuales provincias del Brabante flamenco, el Brabante valón, Namur, Lieja y Limburgo de Bélgica.

## Origen del nombre
Proviene de la antigua marca merovingia Haspinga. El sufijo "ga" pasó a gouw en neerlandés o gau en Alemania. Significa país o región.

## Municipios de Hesbaye

### Brabante flamenco
- Hoegaarden
- Landen
- Linter
- Tienen (francés: Tirlemont)
- Zoutleeuw (francés: Léau)

### Brabante valón
- Beauvechain (neerlandés: Bevekom)
- Hélécine (neerlandés: Heilissem)
- Incourt
- Jodoigne (neerlandés: Geldenaken)
- Orp-Jauche (neerlandés: Orp-Geten)
- Ramillies

### Provincia de Lieja
- Amay
- Awans
- Berloz
- Braives
- Burdinne
- Crisnée
- Donceel
- Faimes
- Fexhe-le-Haut-Clocher
- Geer
- Grâce-Hollogne
- Hannut (neerlandés:Hannuit)
- Héron
- Juprelle
- Lincent (neerlandés:Lijsem)
- Oreye (neerlandés: Oerle)
- Oupeye
- Remicourt (Lieja)
- Saint-Georges-sur-Meuse
- Verlaine
- Villers-le-Bouillet
- Wanze
- Waremme (neerlandés :Borgworm)
- Wasseiges

### Limburgo
- Alken
- Bilzen
- Borgloon (francés: Looz)
- Diepenbeek
- Gingelom
- Heers
- Herstappe
- Hoeselt
- Kortessem
- Nieuwerkerken
- Riemst
- Sint-Truiden (francés: Saint-Trond)
- Tongeren (francés: Tongres)
- Wellen

### Provincia de Namur
- Éghezée
- Fernelmont
- Gembloux (neerlandés:Gembloers)
- La Bruyère

## Lugares típicos de Hesbaye

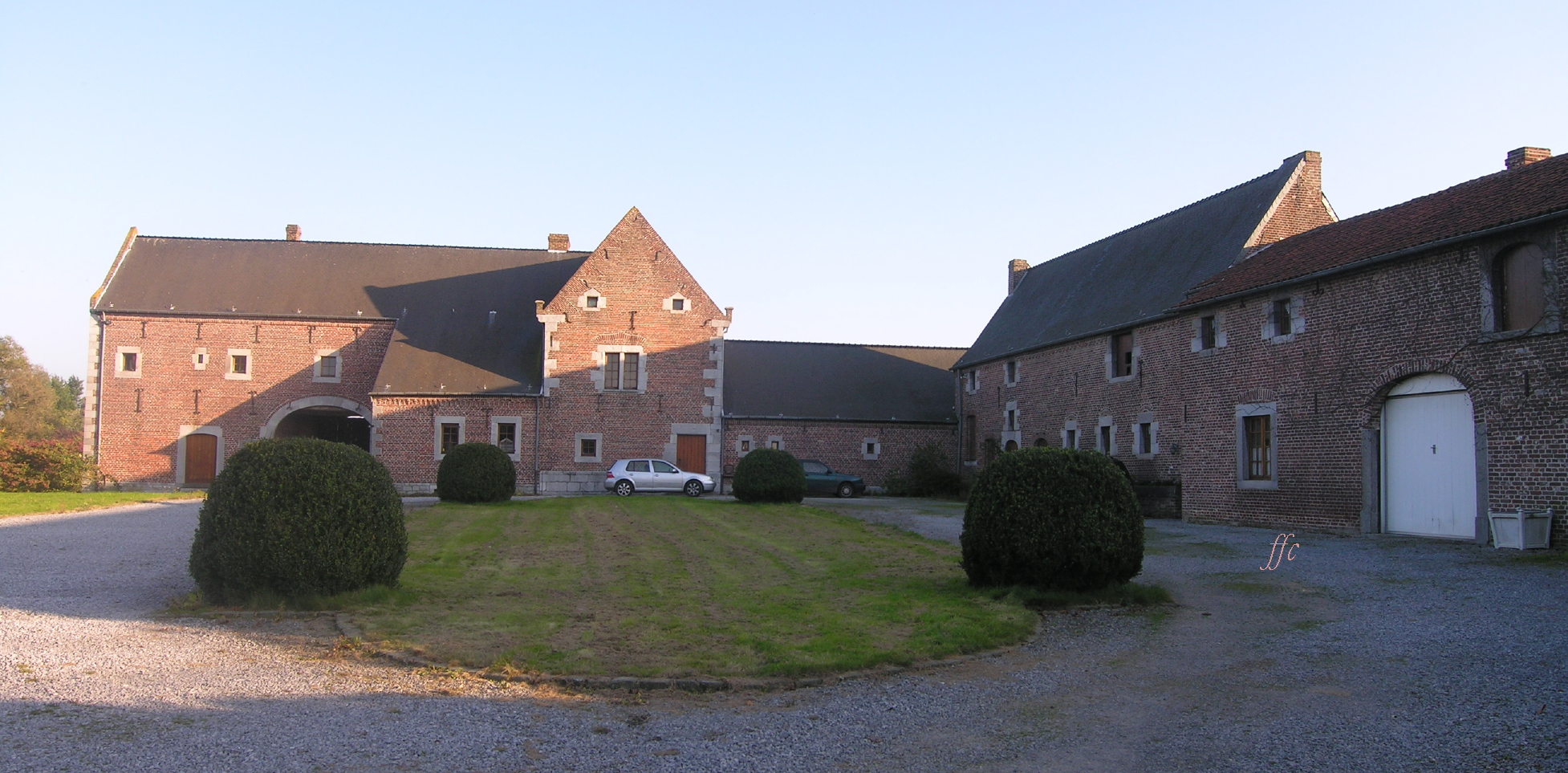
Lens-Saint-Servais (Geer)
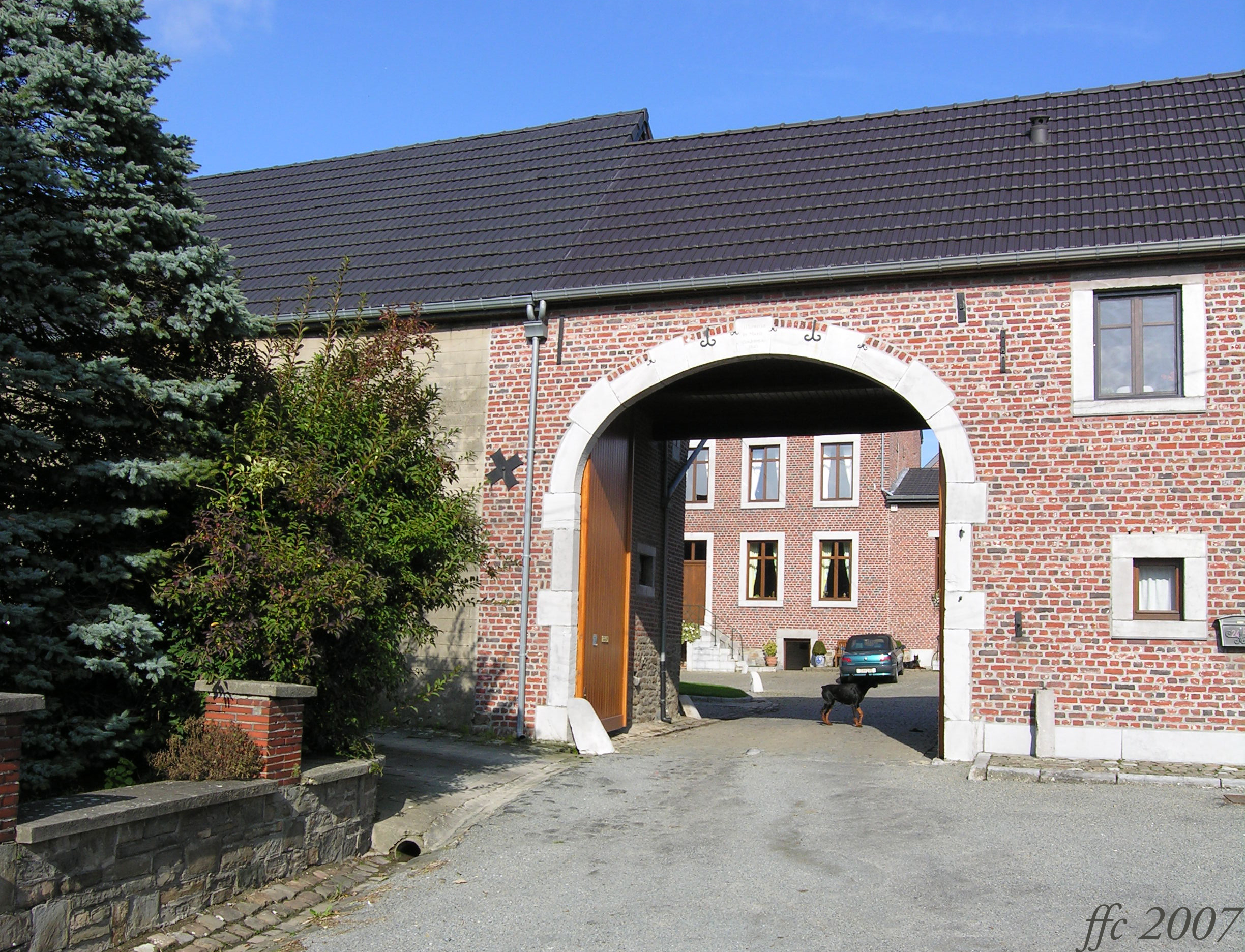
Voroux-lez-Liers
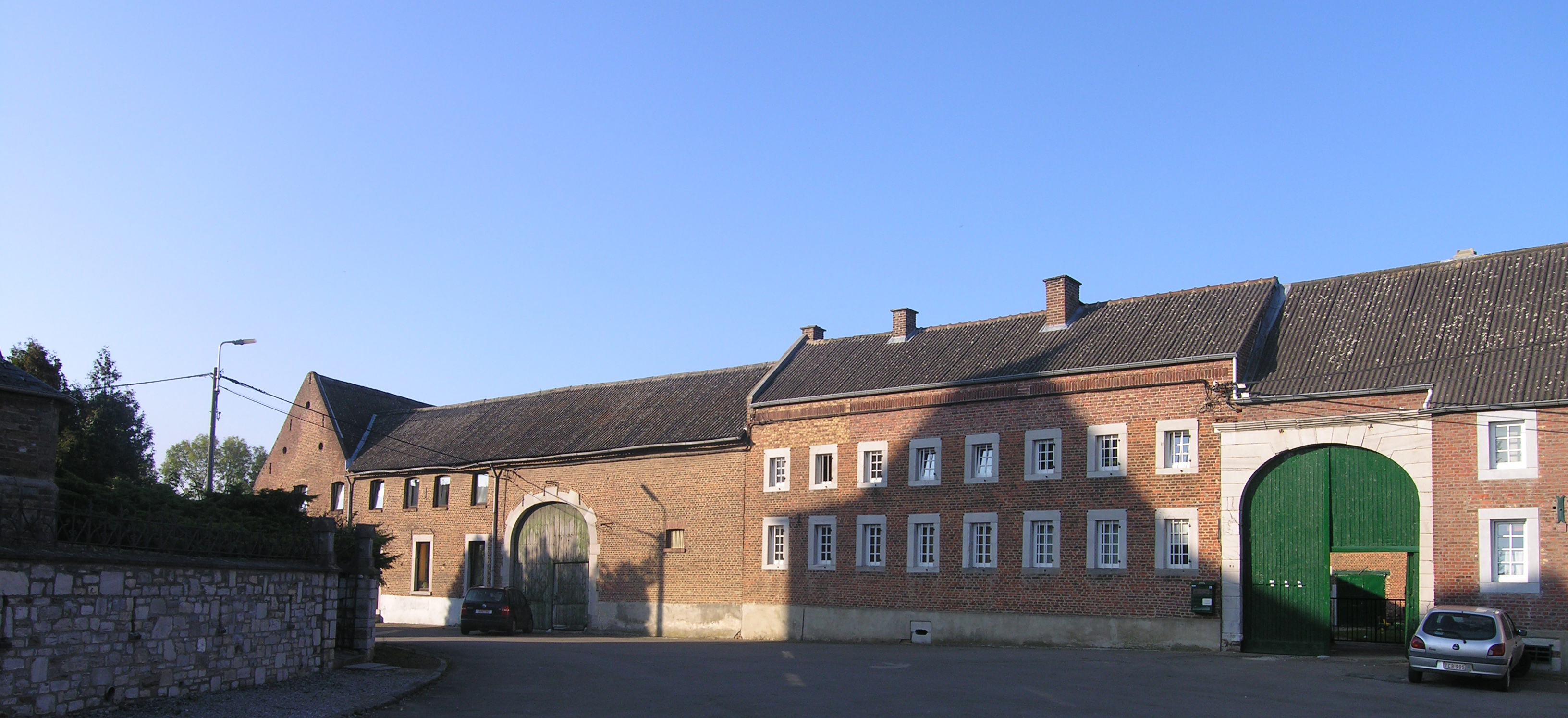
Limont
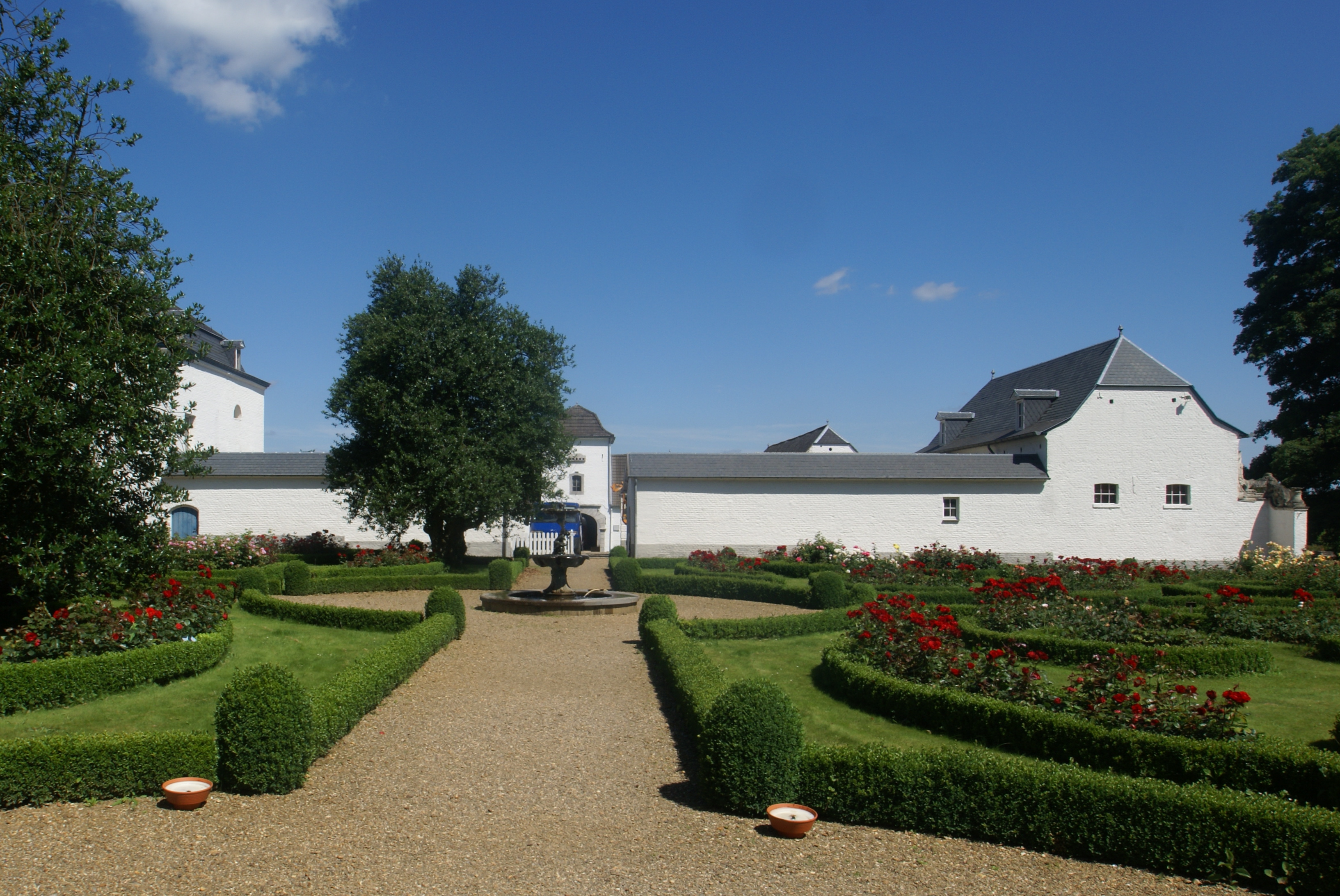
Genoelselderen
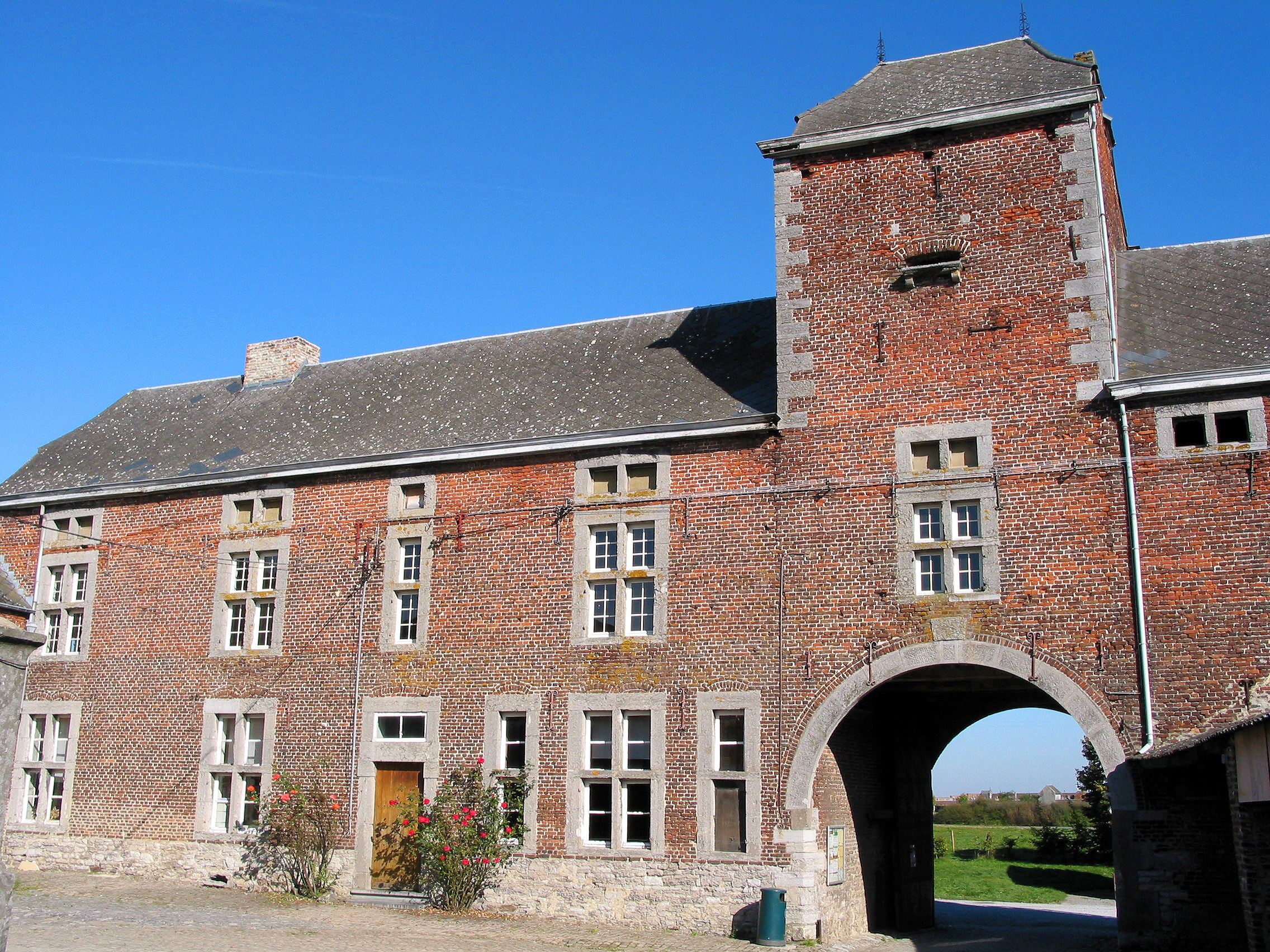
Burdinne
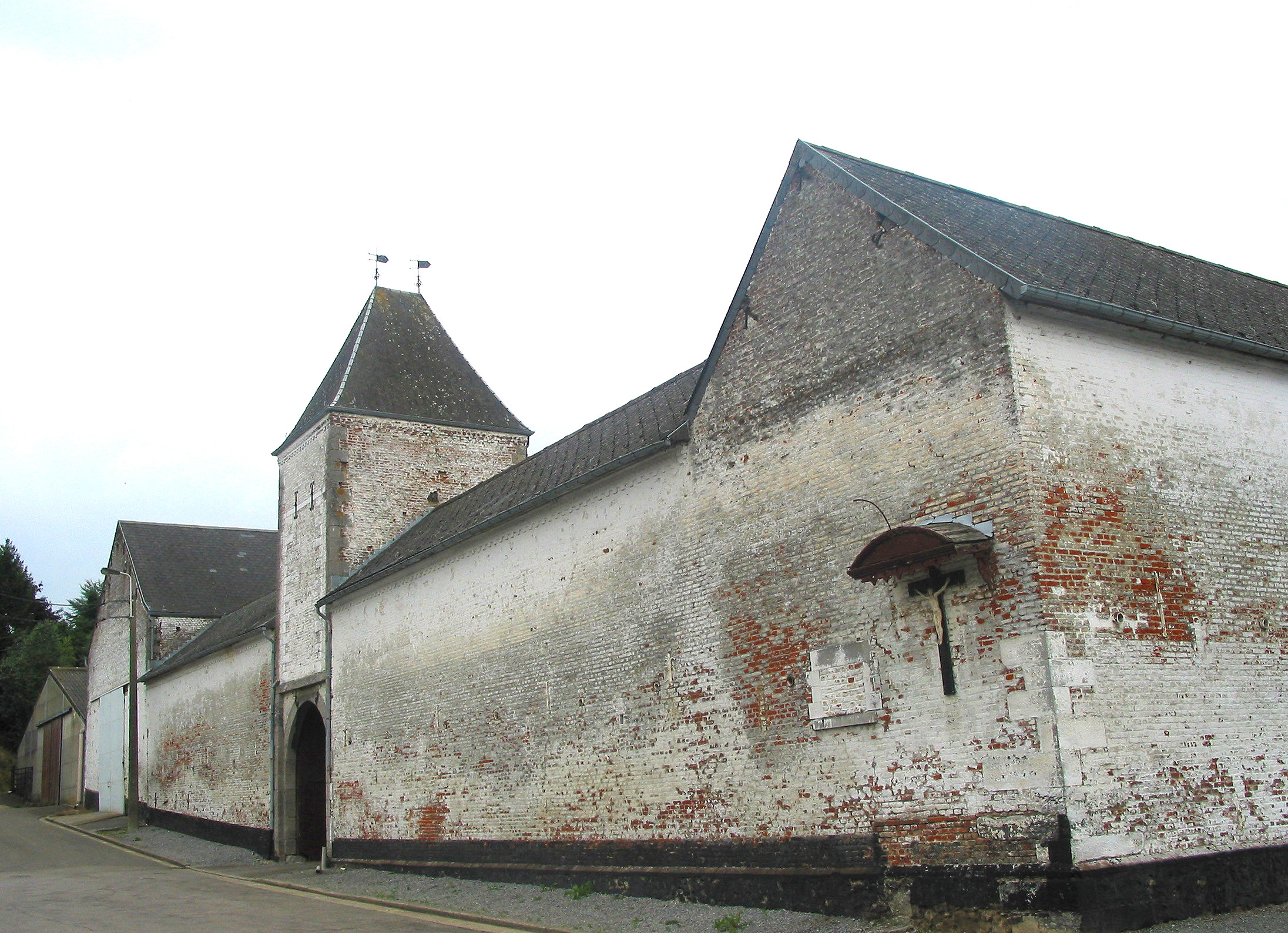
Wasseiges